# Verbotene Liebe
Verbotene Liebe ("Amore proibito", conosciuta anche come Forbidden Love, e spesso abbreviata in VL) è stata una soap opera televisiva tedesca, vincitrice del Rose d'Or Award.
Lo show, creato da Reg Watson, è andato in onda per la prima volta sul canale Das Erste il 1º gennaio 1995. La storia tratta della vita quotidiana e degli amori di personaggi giovani ed adulti, concentrandosi sulle due città tedesche di Colonia e Düsseldorf.
Attualmente l'attenzione è focalizzata sulla famiglia aristocratica Von Lahnstein e sulla famiglia Brandner, di ceto medio. Gli attori Gabriele Metzger nel ruolo di Charlie Schneider e Konrad Krauss nel ruolo di Arno Brandner sono gli unici membri rimasti del cast originale; c'è infatti un veloce ricambio generazionale per quanto concerne i personaggi, che di solito rimangono nella serie nelle età comprese tra i 20 e 30 anni. Lo show è molto conosciuto per i suoi personaggi LGBT.
La soap affronta temi controversi, come tossicodipendenza e spaccio di droghe, omicidio, violenza sessuale, suicidio, adulterio, bisessualità, omosessualità, omofobia, incesto, alcolismo, AIDS, schizofrenia, aborto, rapimento di minori e confusione sessuale. La maggior parte delle riprese è effettuata negli studi della Magic Media Company a Colonia, ma regolarmente il montaggio comprende scene girate a Colonia, Düsseldorf e nelle aree circostanti le due città. Ci sono 23 set fissi e 7 intercambiabili su un'area di 1270 metri quadri.
Gli spettatori della serie sono di diverso tipo, oscillando da bambini piccoli ad anziani. La soap ha festeggiato il suo decimo anniversario nel mese di gennaio 2005.
Verbotene Liebe è un remake della soap opera australiana Sons and Daughters, la cui storia è stata ripresa inizialmente per poi divergere progressivamente con l'andare avanti della serie.
Nel 2008, lo show ha ricevuto attenzione internazionale per la storia d'amore della coppia gay formata da Christian Mann e Oliver Sabel. I due sono stati i protagonisti di una storia sul magazine inglese «reFRESH»; un altro articolo è comparso sul numero del 23 settembre del settimanale «Soap Opera Weekly». Da allora lo show ha avuto un discreto seguito anche nel Regno Unito.

## Storia
All'inizio del 1995, Das Erste trasmise per la prima volta la nuova soap opera Verbotene Liebe. Il progetto era inizialmente destinato alla rete RTL, la quale tuttavia non credette che il concept, una storia d'amore fra fratello e sorella, avrebbe avuto successo. Das Erste prese in mano il progetto, e già dopo la prima scena si poté comprendere il fulcro della storia: l'amore fra Jan Brandner (Andreas Brucker) e sua sorella Julia von Anstetten (Valerie Niehaus). La travagliata storia tra i due si protrae per oltre 500 episodi, dopo i quali la storyline subisce un cambiamento e nuovi personaggi vengono introdotti nello show; il tema tuttavia rimane lo stesso, cioè si tratta comunque di una soap opera basata sull'amore e sugli intrighi.
La maggior parte dei personaggi si preoccupa di amarsi vicendevolmente, mentre gli altri sono generalmente degli antagonisti, all'inizio soprattutto Clarissa von Anstetten (Isa Jank) e Tanja von Anstetten (Miriam Lahnstein). Il personaggio di Clarissa è stato reintegrato nel cast regolare a partire dal 2011.